# Гоцано
Гоца̀но (на италиански: Gozzano, на местен диалект: Gozan, Гудзан) е градче и община в Северна Италия, провинция Новара, регион Пиемонт. Разположено е на 367 m надморска височина. Населението на общината е 5552 души (към 2014 г.).